# Ансо де Жуанвиль
Ансо де Жуанвиль (Anseau de Joinville) (ум. ок. 1343) — французский государственный деятель, маршал Франции (1339).
Четвёртый сын Жана де Жуанвиля (ум. 1317), историографа Людовика IX Святого. В генеалогиях годом рождения часто указывается 1265-й, но учитывая второй брак Ансо де Жуанвиля и рождение в нём детей, эту дату нужно отодвинуть вперёд приблизительно на 20 лет.
При жизни отца получил сеньорию Римокур, после смерти своего старшего брата Жана (1301) — сеньорию Рейнель, после смерти отца (1317) — сеньорию Жуанвиль.
При Филиппе VI — член королевского Совета. В 1330-е гг. сенешаль Шампани, руководил фортификационными работами в восточных провинциях Франции.
С 1338 г. председатель королевской Счётной палаты. С 1339 г. маршал Франции.
Первым браком был женат на Лауре, дочери Симона IV Саарбрюккенского, сеньора Коммерси. От неё дочь:
- Жанна, дама де Римокур (ум. не ранее 1345), жена Обера VII де Ангесмта, сеньора де Жанли, затем Жана де Нуайе, графа де Жуаньи.

Овдовев, в 1323 г. женился на Маргарите де Водемон (ум. 1333), дочери Анри III (ум. 1348), графа де Водемон.
Их сын Анри V (1327—1365) после смерти деда по матери (1347/48) стал графом Водемона.